# Алые Паруса (парк)
Алые Паруса — сосновый парк в Левобережном районе города Воронежа, основанный в 1975 году. Расположен на берегу Воронежского водохранилища с видом на дамбу Чернавского моста. Около 17 лет парк находился в запустении. Возраст деревьев в парке около 50-60 лет.

## Современное состояние
К 425-летию Воронежа парк был реконструирован. Торжественное открытие состоялось 15 сентября 2011 года. Ландшафтный дизайнер парка «Алые паруса» — Оливье Даме (Франция)

## События
- 8 июля 1975 года — дата открытия парка.
- 2 мая 2010 года — фестиваль граффити и настенного рисунка «Сделаем мир ярче!»
- 12 сентября 2010 года — впервые в День города Воронежа праздничный салют был запущен с набережной парка «Алые паруса».
- 15 сентября 2011 года — торжественное открытие парка после реконструкции.
- 19 мая 2012 года — праздник «Мы историей славной едины», приуроченный к 90-летию пионерской организации.[4]
- 1 июня 2012 года — в парке появился бесплатный Wi-Fi-Интернет.[5]
- 2 июня 2012 года — мини-фестиваль детских спектаклей «Солнце, Воздух и Театр», приуроченный ко Дню защиты детей.[6]
- 5 июня 2012 года — областной экологический фестиваль «ЭкоГрад», приуроченный к международному Дню защиты окружающей среды.[7]
- 15 июня 2012 года — концерт американского квартета «Lucidus» и вокалистки Алисы Апрелевой в рамках Международного Платоновского фестиваля искусств.[8]

## Галерея

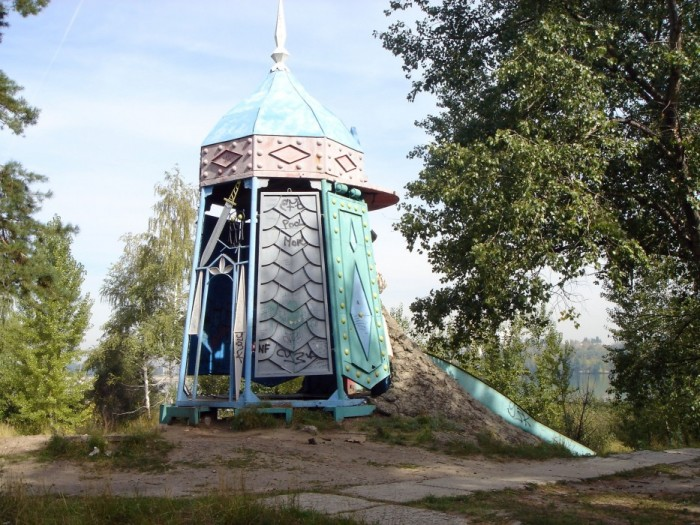
Детская горка в парке (2010)
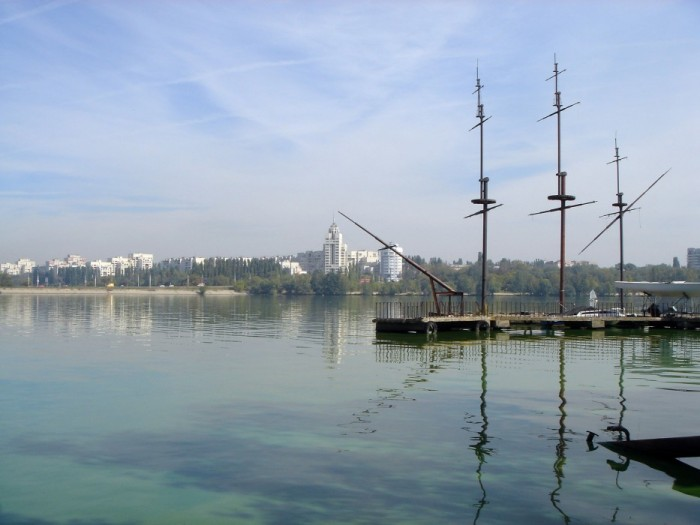
Пристань у парка и вид на дамбу Чернавского моста (2010)
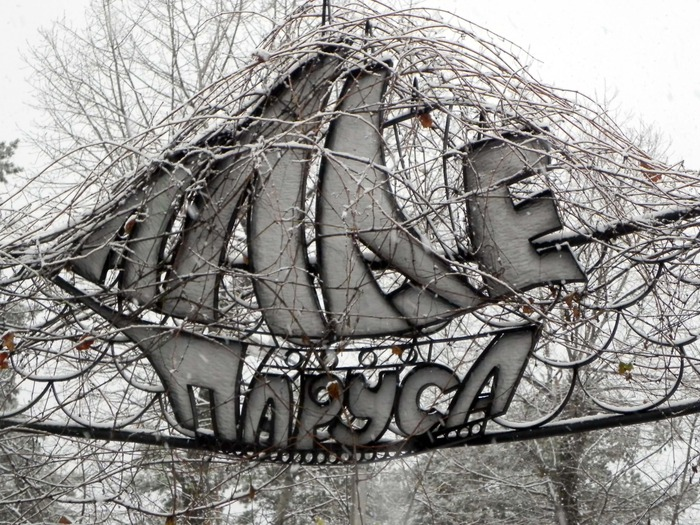
Вывеска над входом в парк(2010)
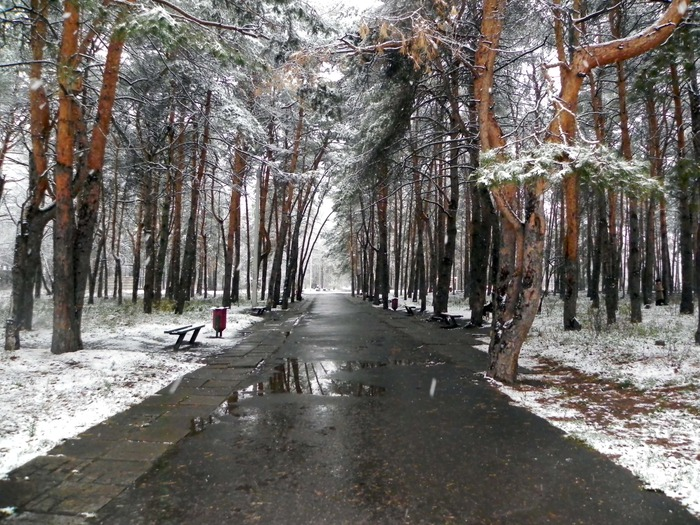
Центральная аллея парка (2010)